# Lashana Lynch
Pour les articles homonymes, voir Lynch.
Lashana Lynch /læˈʃænə lɪnt͡ʃ/, née le 27 novembre 1987 à Londres, est une actrice britannique.
Après avoir joué dans quelques séries britanniques, elle se fait remarquer par le premier rôle de l'éphémère série créée par Shonda Rhimes, Still Star-Crossed (2017), puis elle perce au cinéma en décrochant des rôles secondaires dans des blockbusters, notamment celui de Maria Rambeau dans l'univers cinématographique Marvel, qu'elle interprète pour la première fois dans Captain Marvel, sorti en 2019. Elle devient la première femme à incarner l'agent 007 dans Mourir peut attendre (2021).

## Biographie

### Jeunesse et formation
D'origine jamaïcaine, Lynch est diplômée en art dramatique par l'école de théâtre ArtsEd de Londres,.
Elle est née et a grandi dans le quartier d'Hammersmith,.

### Carrière
En 2012, elle fait ses débuts au cinéma dans le film dramatique indépendant Fast Girls avec Phil Davis, Lenora Crichlow et Lily James, une production présentée au Festival de Cannes 2012. Elle y incarne une coureuse d'une équipe britannique en lice pour les championnats du monde d'athlétisme.
En 2014, elle partage la vedette de la mini-série du réseau BBC The 7.39 avec notamment David Morrissey, Olivia Colman et Sheridan Smith.
À la télévision, elle est également apparue dans Affaires non classées, Meurtres au paradis, et a été membre de la distribution régulière de la comédie de courte durée Crims en 2015.

En 2016, Lynch a été choisie comme personnage principal, Rosaline Capulet, dans la série dramatique d'époque américaine Still Star-Crossed produite par Shonda Rhimes. Diffusée en 2017, la série est arrêtée prématurément, faute d'audiences. 

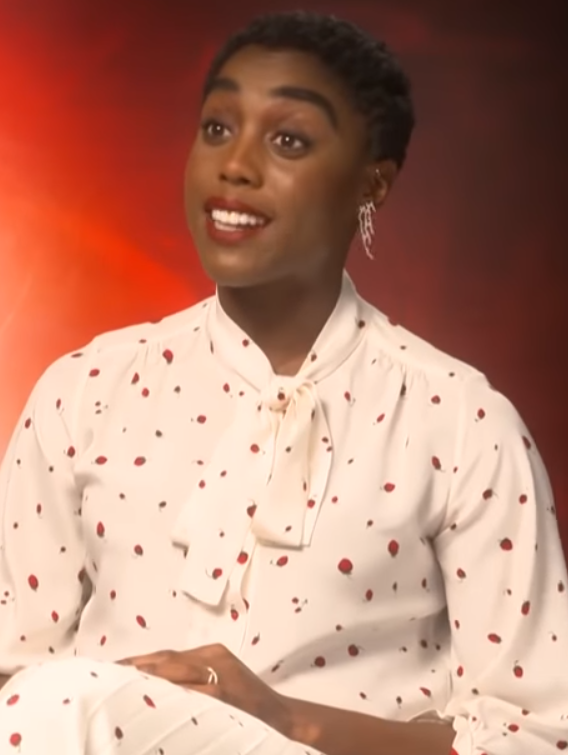
En 2019, pour la promotion du film Captain Marvel.

En 2018, elle remplace l'actrice DeWanda Wise dans le rôle de Maria Rambeau, la meilleure amie de Carol Danvers, pour le blockbuster Captain Marvel de l'univers cinématographique Marvel. Son personnage est une pilote de l'armée de l'air, mère célibataire d'une petite fille. Le film sort en 2019 et rencontre un franc succès en franchissant le milliard au box-office. C'est ce rôle qui la révèle auprès d'une audience internationale. Dans le même temps, elle joue aussi dans la comédie de science-fiction britannique The Intergalactic Adventures of Max Cloud avec Scott Adkins et John Hannah.
La même année, elle rejoint le casting de la série fantastique du réseau FX, Y en tant qu'Agent 355, aux côtés de Diane Lane. La série, adaptée du comic book Y : Le Dernier homme, raconte l'histoire du dernier homme sur Terre après l'extermination des mammifères porteurs du chromosome Y par un virus. La diffusion de la première saison est programmée courant 2020.
Puis elle intègre la distribution de Mourir peut attendre, 25e aventure cinématographique de James Bond produite par EON Productions. Le film met en scène Daniel Craig, qui incarne pour la cinquième et dernière fois l'agent secret. Grâce à cette production, elle devient la première femme, à incarner, le temps d'un film, l'agent 007,, alors que James Bond (incarné par Daniel Craig) est exilé en Jamaïque.
Dans le même temps, dans le cadre de la cérémonie des Black Women in Hollywood Awards, elle remporte un prix d'honneur aux côtés de Niecy Nash et Melina Matsoukas.
En 2022, elle rejoint le casting du film The Woman King pour jouer le rôle d'Izogie.
Elle interprète la musicienne jamaïcaine Rita marley, épouse de Bob Marley dans le biopic Bob Marley : One love, sorti en 2024.

### Philanthropie
L'actrice apporte son soutien à l'association Action Aid UK qui vient en aide aux femmes en situation précaire et victimes de violence ainsi qu'à leurs enfants.

## Filmographie

### Cinéma
- 2010 : The Morning After the Night Before (court métrage) de Pete Curran : Risky Ruth
- 2012 : Fast Girls de Regan Hall : Belle Newman
- 2013 : Soirée filles de M.J. Delaney : Laura
- 2016 : Brotherhood de Noel Clarke : Ashanti
- 2019 : Captain Marvel d'Anna Boden et Ryan Fleck : Maria Rambeau
- 2021 : Mourir peut attendre (No Time to Die) de Cary Joji Fukunaga : Nomi agent 007
- 2022 : Doctor Strange in the Multiverse of Madness de Sam Raimi : Maria Rambeau / Captain Marvel
- 2022 : Matilda (Roald Dahl's Matilda the Musical) de Matthew Warchus : Miss Honey
- 2022 : The Woman King de Gina Prince-Bythewood : Izogie, une Agojie vétérane
- 2023 : The Marvels de Nia DaCosta : Maria Rambeau / Binary
- 2024 : Bob Marley: One Love de Reinaldo Marcus Green : Rita Marley

### Télévision
- 2007 : The Bill : Precious Miller (1 épisode)
- 2013 : Affaires non classées : Shona Benson (2 épisodes)
- 2014 : The 7.39 : Kerry Wright (mini-série, 2 épisodes)
- 2014 : Atlantis : Areto (1 épisode)
- 2015 : Meurtres au paradis : Jasmine Laymon (1 épisode)
- 2015 : Crims : Gemma (5 épisodes)
- 2016 : Doctors : Leah Gattis (2 épisodes)
- 2017 : Still Star-Crossed : Rosaline Capulet (7 épisodes)
- 2018 : Bulletproof : Arjana Pike (6 épisodes)
- 2024 : The Day of the Jackal : Bianca

## Distinctions
Sauf indication contraire ou complémentaire, les informations mentionnées dans cette section proviennent de la base de données IMDb.

### Récompenses
- Essence Black Women in Hollywood 2020 : Prix d'honneur
- BAFA 2022 : Meilleure étoile montante du cinéma

### Nominations
- Screen Nation Awards 2019 : meilleure interprétation féminine pour Captain Marvel